# 圣皮埃尔德塞尼耶尔
圣皮埃尔-德塞尼耶尔（法語：Saint-Pierre-de-Cernières，法語發音：[sɛ̃ pjɛʁ də sɛʁnjɛʁ]）是法国厄尔省的一个市镇，位于该省西部，属于贝尔奈区。

## 地理
圣皮埃尔-德塞尼耶尔（48°56'44"N, 0°30'56"E）面积11.62 平方千米，位于法国诺曼底大区厄尔省，该省份为法国北部内陆省份，北起滨海塞纳省，西接奧恩省和卡爾瓦多斯省，南至厄尔-卢瓦省，东临瓦兹省、瓦兹河谷省和伊夫林省。
与圣皮埃尔-德塞尼耶尔接壤的市镇（或旧市镇、城区）包括：蒙特勒伊拉尔日耶、圣阿尼昂德塞尼耶尔、乌什地区梅尼勒、拉艾圣西尔韦斯特、梅利库尔、圣但尼多日龙。
圣皮埃尔-德塞尼耶尔的时区为UTC+01:00、UTC+02:00（夏令时）。

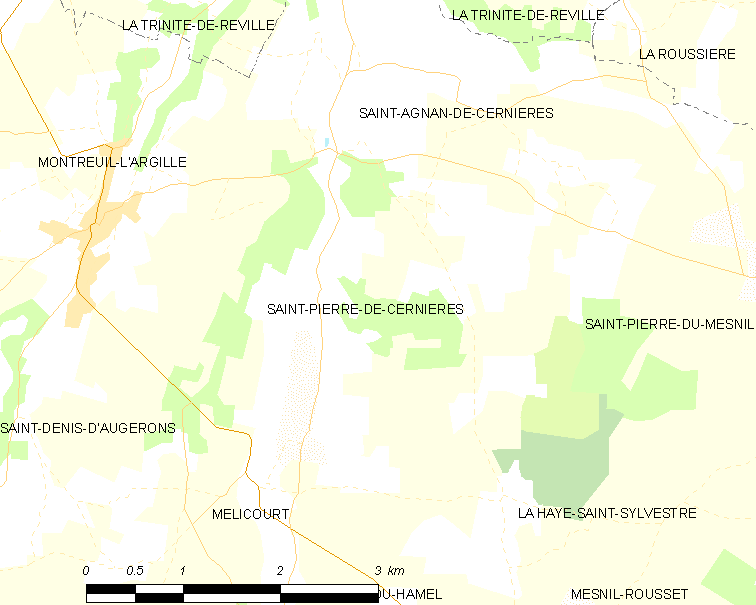
圣皮埃尔-德塞尼耶尔的OSM定位图

## 行政
圣皮埃尔-德塞尼耶尔的邮政编码为27390，INSEE市镇编码为27590。

## 政治
圣皮埃尔-德塞尼耶尔所属的省级选区为布勒特伊县。

## 人口

1962-2008年间圣皮埃尔-德塞尼耶尔人口变化图示

圣皮埃尔-德塞尼耶尔于2022年1月1日时的人口数量为235人。